# Edviges da Silésia
Edviges da Silésia ou Edviges de Andechs (Andechs, 1174 – Trzebnica, 15 de outubro de 1243) é uma santa da Igreja Católica. Na Polônia, é conhecida como Jadwiga Śląska.
Depois da morte do marido e dos filhos, passou a residir no mosteiro onde sua filha era abadessa e dedicou-se a ajudar os carentes. Com seu próprio dinheiro, construiu hospitais, escolas, igrejas e conventos. Ganhou fama de protetora dos endividados por ajudar detentos da região, presos por não terem recursos para pagar suas dívidas. Foi proclamada santa pela Igreja Católica em 1267.
O dia 16 de outubro é dedicado a Santa Edviges, popularmente conhecida como protetora dos pobres e endividados.

## Biografia
Edviges nasceu em 1174 na Alemanha. Filha de Bertoldo IV, duque de Merânia, e de sua esposa, Inês de Rochlitz, foi criada em ambiente de luxo e riqueza, o que não a impediu de ser simples e viver com humildade. O seu bem maior era o amor total a Deus e ao próximo.
Aos 12 anos, casou-se com Henrique I, o Barbudo, príncipe da Silésia (um dos principados da Polônia medieval e atual região administrativa da Polônia), com quem teve seis filhos, sendo que dois deles morreram precocemente. Culta, inteligente e esposa dedicada, ela cuidou da formação religiosa dos filhos e do marido.
Mulher de oração, vivia em profunda intimidade com Jesus Cristo. Submetia-se ao sacrifício de jejuns diários, limitando-se a comer alguns legumes secos nos domingos, terças, quintas e sábado. Nas quartas e sextas-feiras somente pão e água. Isto sempre em quantidade limitada, somente para atender as necessidades do corpo.
No tempo do Advento e da Quaresma, Edviges se alimentava só para não cair sem sentidos. O esposo não aceitava aquela austeridade. Numa quarta-feira de Quaresma, ele esbravejou por haver tão somente água na mesa sendo que ele só bebia vinho. Edviges então ofereceu-lhe uma taça, cujo líquido se apresentou como vinho. Foi um dos muitos sinais ou milagres que ela realizou.[carece de fontes?]
Algum tempo depois Edviges caiu vítima de uma grave enfermidade. Foi preciso que Guilherme, bispo de Módena, representante do papa para aquelas regiões, exigisse com uma severa ordem a interrupção de seu jejum. A santa dizia que isto era mais mortificante do que a sua própria doença.
Dedicou toda sua vida na construção do Reino de Deus. Exerceu fortes influências nas decisões políticas tomadas pelo marido, interferindo na elaboração de leis mais justas para o povo.
Junto com o marido construiu igrejas, mosteiros, hospitais, conventos e escolas. Por isto, em algumas representações a santa aparece com uma Igreja entre as mãos.
Aos 32 anos, fez votos de castidade, o que foi respeitado pelo marido. Quando ficou viúva, foi morar no mosteiro de Trzebnica, na Polônia, onde sua filha Gertrudes era superiora. Foi lá que Edviges deu largos passos rumo à santidade. Vivia com o mínimo de sua renda, para dispor o restante em socorro dos necessitados. Ela tinha um carinho especial pelas mulheres e crianças abandonadas. Encaminhava as viúvas para os conventos onde estariam abrigadas em casos de guerra e as crianças para escolas, onde aprendiam um ofício. Era misericordiosa e socorria também os endividados. Em certa ocasião, quando visitava um presídio, ela descobriu que muitos ali se encontravam porque não tinham como pagar as suas dívidas. Desde então, Edviges saldava as dívidas de muitos e devolvia-lhes a liberdade. Procurava também para eles um emprego. Com isto eles recomeçavam a vida com dignidade, evitando a destruição as famílias em uma época tão difícil como era aquela do século XIII. E ainda mantinha as famílias unidas.
Assim, Santa Edviges, é considerada a padroeira dos pobres e endividados e protetora das famílias. Sua morte ocorreu no dia 15 de outubro de 1243. E foi canonizada no dia 26 de março de 1267, pelo papa Clemente IV. Como no dia 15 de outubro  celebra-se Teresa de Ávila, a comemoração de Santa Edviges passou para o dia 16 de outubro. Modelo de esposa, celibatária e viúva, Edviges não faltava à missa aos domingos, e isto ela pede aos seus devotos: mais amor a Jesus na Eucaristia e auxílio aos necessitados.

## Mosteiro de Kitzingen
O convento de Kitzingen foi fundado no tempo de Bonifácio de Mogúncia, por volta do ano de 750 e ficou conhecido como educandário para moças. A fundadora deste centro foi Santa Hadeloga, cujo culto foi particularmente intenso no século XII, quando foi escrita sua biografia. A forma definitiva da Abadia de Kitzingen foi dada por sua sucessora, a priora Santa Tecla, falecida pelo ano 790. O programa de estudos e educação nas escolas conventuais, especialmente para moças, foi baseado nas instruções pedagógicas de Jerônimo de Estridão e aplicado nas escolas das ordens religiosas por vários séculos. Este famoso doutor da igreja, grande erudito na Bíblia e fundador de comunidades monásticas femininas não deixou um sistema completo de formação para a vida religiosa, mas sim orientações pedagógicas. Quando, em 1817, o Concílio de Aachen publicou suas deliberações sobre a educação religiosa feminina nos conventos, as recomendações de Jerônimo de Estridão constituíram as bases da educação para as moças nas escolas conventuais até os inícios do século XIX.- O processo de formação envolvia a educação religiosa, intelectual e prática.
Edviges permaneceu naquele convento quase sete anos. Neste tempo esteve em contato direto com o estilo beneditino de vida, inspirado em Bento de Núrsia e Santa Escolástica, irmã dele. Isto significa: vida comum, orações frequentes durante o dia, meditação, leitura diária da Bíblia, leitura durante as refeições e, sobretudo, uma liturgia solene, que envolvia a mente e o coração de todos.
As alunas aprendiam a língua latina para participarem da leitura em comum dos Salmos e outras leituras. Liam também as obras dos santos escritores dos primeiros séculos da Igreja, chamados os Pais ou "Padres da Igreja", que mostravam os modos de viver, concretamente, a palavra da Bíblia.
A respeito do estudo da Bíblia, lemos na biografia de Santa Edviges: "Na sua mocidade ela estudou no mosteiro de Kitzingen a Bíblia. Desta forma ela conseguia compreender e ordenar seus afazeres de cada dia. A Bíblia foi para ela fonte de consolação interior e de devoção." É bom lembrar que, nesta época, o analfabetismo era a norma comum, sendo muito difícil encontrar uma mulher que soubesse ler e escrever e que tivesse formação. Assim, Edviges e outras de seu tempo tiveram a felicidade de viver em um ambiente favorável à cultura e ao pensamento.
O aproveitamento dos talentos de nossa Santa Edviges foi estimulado pela convicção de que "A santidade da vida, unida ao saber, garante à alma maior glória dos céus", conforme suas próprias palavras.
Além de estudar e aprofundar-se nas devoções de sua época, Edviges encontrou no mosteiro de Kitzingen vários conhecimentos práticos, tais como a arte de escrever com cuidado e aplicação as chamadas iluminuras. Estas eram decorações que se faziam nos livros, todos escritos à mão pois não havia sido inventada a impressa ainda. As iluminuras eram desenhos de letras e decorações das mais diversas formas, geralmente muito pequenas e delicadas, mas de grande beleza.
Além das iluminuras, Edviges aprendeu a execução de bordados artísticos. Outra habilidade aprendida por Edviges foi o canto vocal e a execução de vários instrumentos da época. E, junto a tudo isto, ela foi instruída a cuidar de uma casa, o que significava ser responsável por vários empregados; aprendeu a cuidar de doentes e administrar hortas e jardins que davam os frutos para o consumo das pessoas e animais, bem como eram fontes de remédios.
Edviges alcançou uma excelente formação humana, cultural e religiosa no mosteiro de Kitzingen. Sua biografia oficial apresenta a avaliação de seu aproveitamento com a expressão latina bene literata, o que quer dizer que ela expressava ótimos conhecimentos culturais.
Edviges levou por toda a vida uma forte influência deste período de educação. Uma de suas mestras, chamada Petrissa, foi nomeada por Edviges, vinte anos depois, abadessa do mosteiro de Trzebnica.
Em Kitzingen esteve também a irmã mais nova de Edviges, de nome Mechtilde, chegando a ser Priora (uma das superioras do convento). E neste mosteiro existe, conforme os registros datados de 1522, as relíquias de Santa Edviges, padroeira da Silésia.